# Шуферсаль

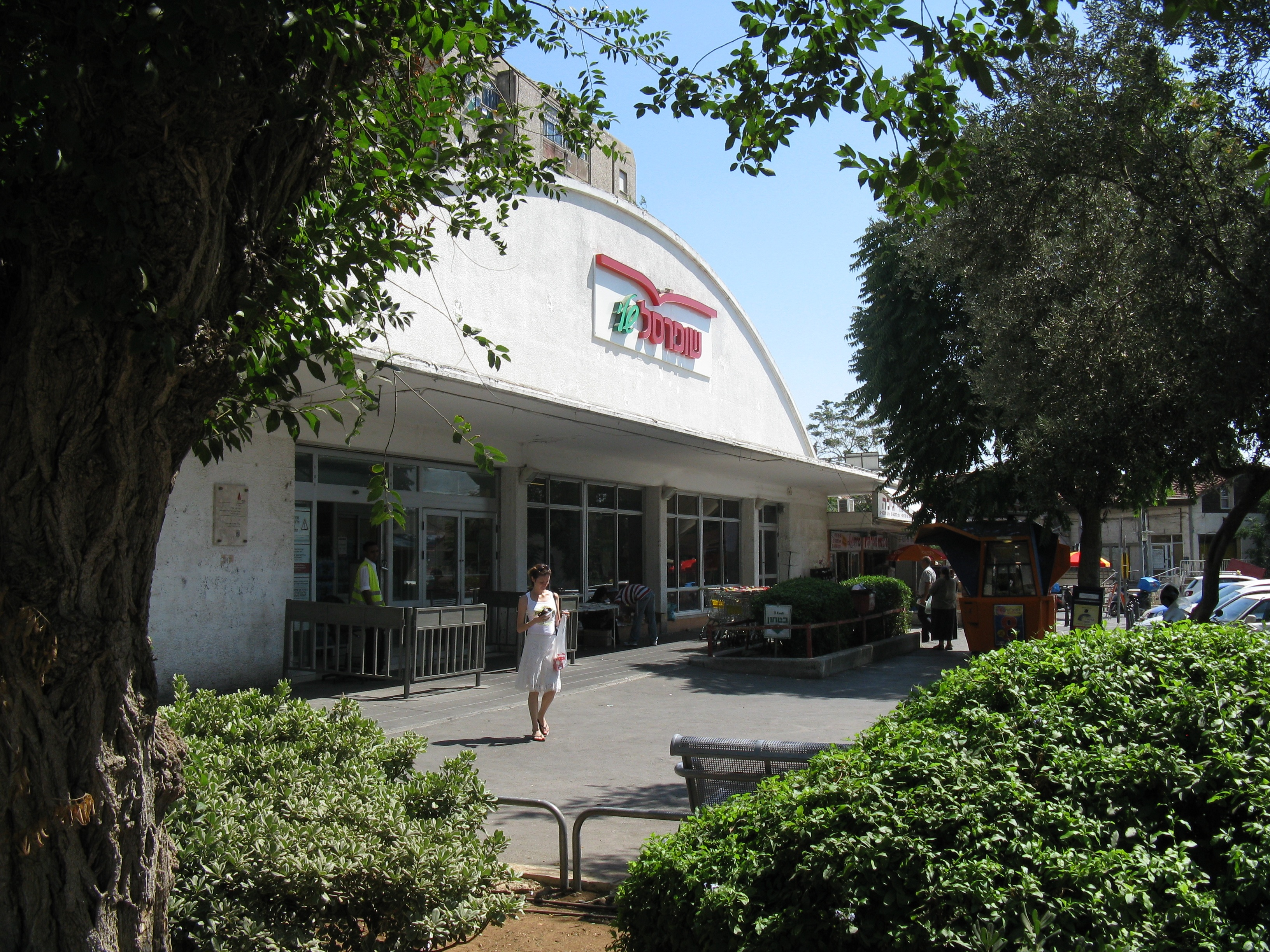
Шуферсаль в Кирьят ха-Йовель, Иерусалим

Шуферсаль (ивр. שופרסל‎ , ранее Super-Sol на английском языке и Шуфра-Саль на иврите ивр. שופרה סל‎, широко известная  на русском как Суперсаль — крупнейшая сеть супермаркетов в Израиле с долей рынка 20 % (по состоянию на 2018 год). Основана в 1958 году, первой внедрила модель американского супермаркета в Израиле.
Компания владеет (2021 год) 301 магазином и 90 филиалами Be Drugstores Ltd. В компании работает 17 000 сотрудников (2009).
Также занимается коммерческой недвижимостью.
Акции компании «Суперсаль» котируются на Тель-Авивской фондовой бирже и входят в состав не только индекса ТА-125, но и индекса ТА-35.

## История

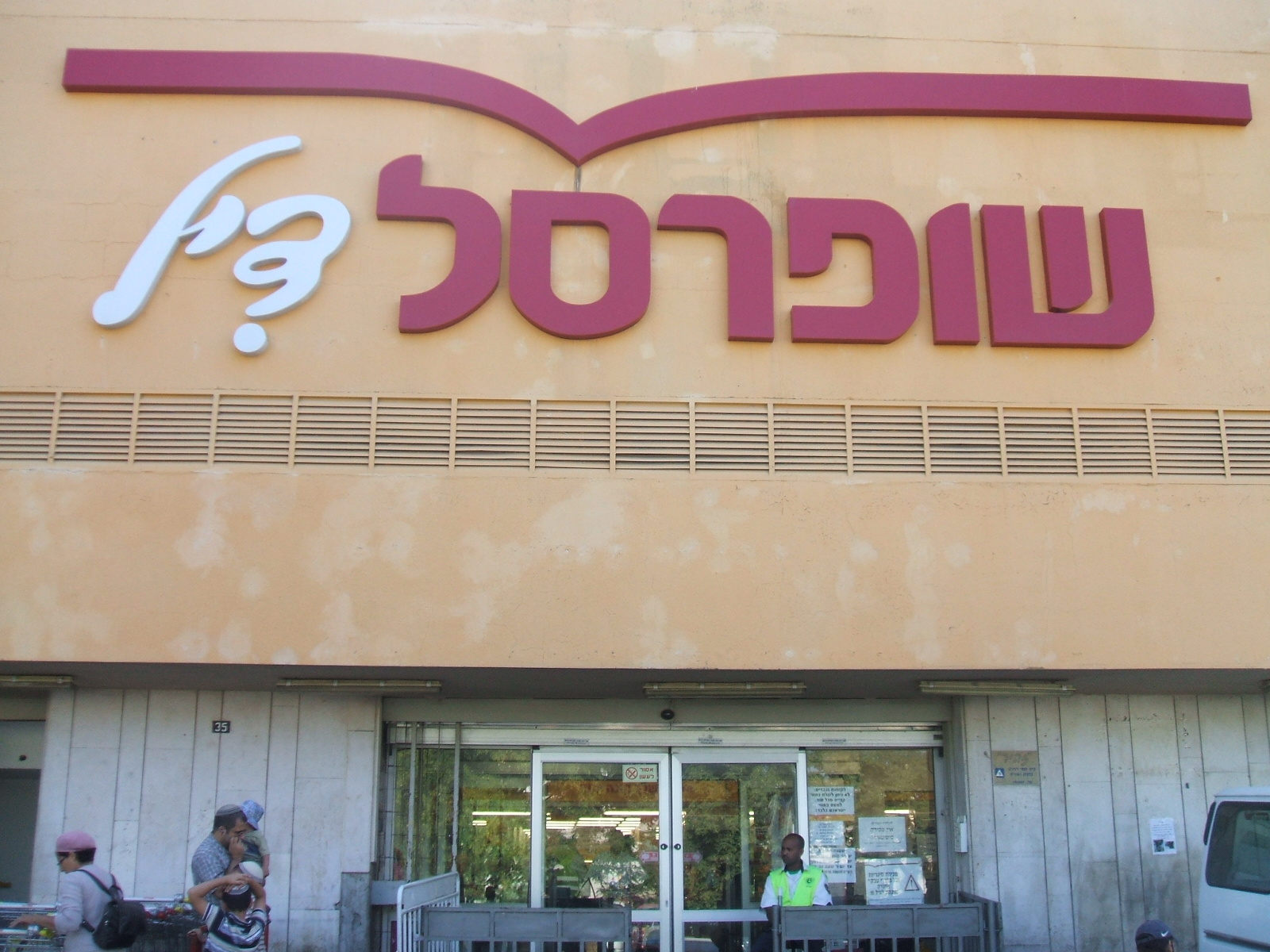
Магазин Shufersal Deal в иерусалимском районе Тальпиот.

Компания Суперсаль была основана в 1958 году группой бакалейщиков из Детройта, штат Мичиган. Нейт Лурье из Саутфилда, штат Мичиган, был соучредителем и первым председателем совета директоров.
Первоначально это название представляло собой комбинацию арамейского «шуфра» (שופרא, «премиум»), и «саль» на иврите (ивр. סל‎, «корзина».
В 2005 году компания реализовала стратегический план роста, создав три категории супермаркетов: «Шуферсаль Диль», «Шуферсаль Биг» и «Шуферсаль Шели».
В начале 2006 года компания Суперсаль приобрела розничную сеть Clubmarket (третью по величине в Израиле) из-за чего в 2009 году ей угрожал антимонопольный иск. В октябре 2006 года сеть запустила кредитную карту «Шуферсаль». Оборот продаж сети в 2007 году составил 9 935 миллионов шекелей.
В 2009 году компания открыла дочернюю компанию Еш (ивр. יש‎, «Есть, имеется»), ориентированную на ультраортодоксальный рынок (товары для больших семей, более низкие цены, более строгие стандарты кашрута, а в некоторых магазинах отдельные часы для мужчин и женщин).
В 2011 году у компании было 59 филиалов супермаркетов в Иерусалиме.
Выручка в 2022 году составила ~ 14,66 млрд шекелей. С2022 года компания начала реализацию инвестиционного плана  в размере ~1 миллиарда шекелей, из них в автоматические склады отгрузки онлайн-деятельности— 700 миллионов шекелей.
Операционная прибыль до учета прочих доходов/расходов в 2022 году составила около 394 миллионов шекелей (2,7 % от выручки), при этом чистая прибыль, после вычета затрат (только затраты на план повышения эффективности составили 182 миллиона шекелей)— 2 миллионов шекелей.
В 2022 году было сформировано новое руководство, запущен автоматический склад отгрузки в Кадиме, открыт новый логистический центр (инвестировано 27 миллионов шекелей), приобретены акции сети Dan Deal (182 миллиона шекелей)
5 марта 2023 года компания заключила партнерство с голландско-французским многонациональным ритейлером Spar с перспективой открытия 10 магазинов Spar в Израиле в течение последующих 3 лет. Была получена монополия на продажу продукции под брендом Spar в Израиле.

## Бренды Шуферсаль
Компания продает в своих магазинах более 1300 торговых марок.

## Услуги
Продажа продукции осуществляется через компьютеризированный телефонный маркетинговый центр, где можно совершать покупки по телефону, факсу или через Интернет.